# Fi2 Lupi
Fi2 Lupi (φ2 Lupi, förkortad Fi2 Lup, φ2 Lup), som är stjärnans Bayer-beteckning, är en ensam stjärna i nordvästra delen av stjärnbilden Vargen. Den har en skenbar magnitud av 4,54 och är synlig för blotta ögat där ljusföroreningar ej förekommer.  Baserat på parallaxmätning inom Hipparcosuppdraget på ca 6,3 mas, beräknas den befinna sig på ett avstånd av ca 520 ljusår (159 parsek) från solen. På det beräknade avståndet minskas stjärnans skenbara magnitud med 0,052 ± 0,013 enheter på grund av skymning av interstellärt damm. Stjärnan ingår i undergruppen Övre Centaurus-Lupus inom Scorpius-Centaurus-föreningen.

## Egenskaper
Fi2 Lupi är en blå till vit stjärna i huvudserien av spektralklass B4 V. Den har en massa som är ca 6 gånger solens massa, en radie som är ca 3,4 gånger solens radie och avger ca 800 gånger mer energi än solen från dess fotosfär vid en effektiv temperatur på ca 16 800 K.